# Amy Adams
Amy Lou Adams (Vicenza, 20 augustus 1974) is een in Italië geboren Amerikaanse actrice. Ze werd in 2006 genomineerd voor een Oscar voor haar bijrol in Junebug, in 2009 voor die in Doubt, in 2011 voor die in The Fighter, in 2013 voor die in The Master en in 2014 voor haar hoofdrol in American Hustle. Meer dan zestig andere acteerprijzen werden haar daadwerkelijk toegekend, waaronder Golden Globes voor American Hustle en Big Eyes, een Saturn Award voor Enchanted en de juryprijs van het Sundance Film Festival voor Junebug. In 2017 kreeg ze een ster op de Hollywood Walk of Fame.
Hoewel Adams in Italië ter wereld kwam, groeide ze op in Castle Rock in een gezin met zeven kinderen. Ze kreeg haar eerste filmrol in 1999, toen ze naast Kirsten Dunst, Kirstie Alley, Denise Richards en Brittany Murphy in Drop Dead Gorgeous te zien was. Terwijl ze van daaruit haar cv met filmtitels vulde, had ze ook gastrollen in televisieseries als The Office, Buffy the Vampire Slayer, Charmed, The West Wing en Smallville.

## Filmografie

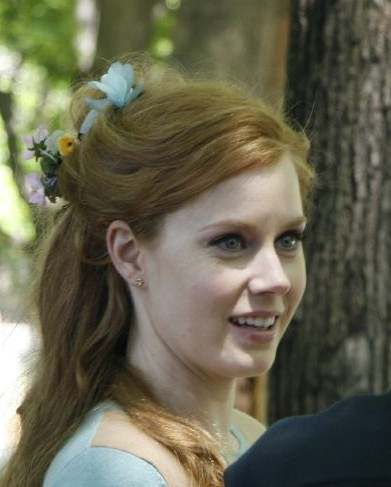
Amy bij de set van Enchanted

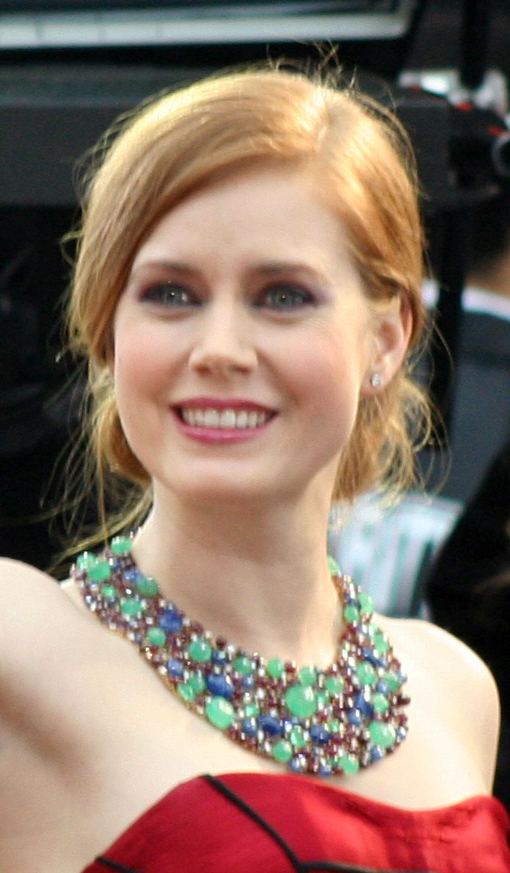
Adams bij de 81ste Academy Awards